# Prenos signala (biologija)
Prenos signala u biologiji je mehanizam kojim se konvertuju mehanički/hemijski ćelijski stimulusi u specifični ćelijski odgovor.  Prenos signala započinje sa receptorskim signalom, i završava se sa promenom čelijske funkcije.
Transmembranski receptori premošćavaju ćelijsku membranu, i izlažu deo receptora izvan i deo unutar ćelije.  Hemijski signal se vezuje za spoljašnju porciju receptora, menjajući njegov oblik i prenoseći drugi signal unutar ćelije.  Neki hemijski glasnici, kao što je testosteron, mogu da prođu kroz ćelijsku membranu, i da se direktno vežu za receptore u citoplazmi ili nukleusu.
U pojedinim signalnim putevima postoji kaskada signala u ćeliji.  Sa svakim korakom kaskade, signal može biti pojačan, tako da inicijalno slab signal može da rezultuje u velikom odgovoru.  Konačno, signal uzrokuje ćelijsku promenu, bilu u DNK izražavanju u jedru ili u aktivnosti enzima u citoplazmi.
Ovi procesi mogu da se izvrše u toku nekoliko milisekundi (za jonski fluks), minuta (za protein- i lipid-posredovanu kinaznu kaskadu), sati, ili dana (za izražavanje gena).

## Literatura
- Loewenstein, Werner R. (2000). The Touchstone of Life: Molecular Information, Cell Communication, and the Foundations of Life. Oxford [Oxfordshire]: Oxford University Press.
- Kramer, IJsbrand M.; Bastien D. Gomperts (2009). Signal Transduction, Second Edition. Boston: Academic Press.
- Cooper, Julia; Krauss, Gerhard; Schonbrunner, Nancy (2001). Biochemistry of Signal Transduction and Regulation, 2nd Edition. Weinheim: Wiley-VCH.
- Hancock, John T. (1997). Cell signalling. New York: Longman. ISBN 978-0-582-31267-8.
- Reece, Jane; Campbell, Neil (2002). Biology. San Francisco: Benjamin Cummings. ISBN 978-0-8053-6624-2.

## Spoljašnje veze
- - prenos signala kod ljudi
- Transdukcija signala - Virtualna biblioteka biohemije i ćelijske biologije
- Архивирано на веб-сајту  (18. фебруар 2006)
- Signal+Transduction на 